# مصطفى صائم الدهر
مصطفى صائم الدهر اكاديمي سوري من حلب ،استاذ وعميد المعهد العالي لبحوث الليزر وتطبيقاته في جامعة دمشق،عضو مجلس إدارة هيئة الطاقة الذرية السورية واللجنة الاستشارية العلمية فيها.رئيس قسم الفيزياء في جامعة دمشق،رئيس جامعة دمشق 29حزيران 2025م بموجب مرسوم رئاسي.

## تحصيله العلمي
إجازة في الفيزياء من جامعة حلب (1991).دبلوم الدراسات العليا في إلكترونيات الجسم الصلب من جامعة حلب (1993).ماجستير في الفيزياء من جامعة ميسوري، الولايات المتحدة الأمريكية (1997).دكتوراه في الفيزياء من جامعة ميسوري، الولايات المتحدة الأمريكية (2001).

## عمله ووظائفه
عميد المعهد العالي لبحوث الليزر وتطبيقاته في جامعة دمشق (لفترتين: 2005-2011 و 2015-2019). رئيس قسم الفيزياء في جامعة دمشق (2013-2015).مدير تحرير مجلة العلوم الأساسية في جامعة دمشق (حاليًا).عمل كمنسق لبرنامج الإجازة في تقانة الليزر الخاص بخريجي المركز الوطني للمتميزين (2012-2020).يشغل حاليًا عضوية مجلس إدارة هيئة الطاقة الذرية السورية واللجنة الاستشارية العلمية فيها.عضو في لجنة الفيزياء بمجمع اللغة العربية.عمل ضمن العديد من اللجان العلمية الوطنية المتعلقة بالعلوم والتكنولوجيا والمعايير الأكاديمية في وزارة التعليم العالي.عمل لمدة 17 عامًا كعضو هيئة تدريسية، حيث قام بتدريس العديد من المقررات على مستوى الإجازة والدراسات العليا.

## كتبه وآثاره
ساهم في إثراء البحث العلمي بأكثر من 70 مقالًا علميًا محكّمًا في مجلات عربية ودولية.
له اهتمامات بحثية حديثة تشمل:استخدام الشبكات التنسورية في دراسة الجمل الكمومية في فيزياء الحالة الكثيفة ونظرية المعلومات الكمومية والضوئيات الكمومية.
نمذجة وحساب خواص بعض الأدوات الكمومية مثل النقاط الكمومية والأسلاك الكمومية والعناقيد النانوية.حلول المعادلات الرئيسة وتطبيقها في الضوء الكمومي والميكانيك الإحصائي.

قام بتأليف عدد من الكتب الجامعية، منها: "الفيزياء الحاسوبية" (2007)، "الفيزياء الإحصائية" (2012)، و"الفيزياء الطبية" (2015). 